# 奇蹟小店
《奇蹟小店》（英語：Tales Of Small Giants）是香港無綫電視有限公司的訪談節目，由肥媽主持、鄭子誠靚聲導航。節目由2023年8月7日開始，逢星期一至三22:30-23:05在翡翠台播放。

## 簡介
街頭放眼所見，大多為集團經營的連鎖店舖。其實在我們身旁，存在着一家家小店、老店，只是大家未有將腳步放慢下來，細心發掘。肥媽引領《中年好聲音》成員，穿梭香港的大街小巷，尋訪各行各業的特色小店。加上鄭子誠的靚聲導航，讓觀眾進一步認識這些店舖的經營歷史，以及其創業、守業背後鮮為人知的點滴。從中細味，可發現當中藏着不少動人的奇蹟故事。箇中就是一眾店主的堅持，才讓這些小店承傳至今。
每集亦有加插鮑聖光獻唱貼近主題而又感人的經典歌曲。

## 每集內容
| 集數 | 播映日期 | 主題               | 歌曲                        | 來源          |
| ---- | -------- | ------------------ | --------------------------- | ------------- |
| 01   | 8月7日   | 跌打醫館           | 《無言感激》                | [ 1 ] [ 2 ]   |
| 02   | 8月8日   | 餅店               | 《總有你鼓勵》              | [ 3 ] [ 4 ]   |
| 03   | 8月9日   | 影樓               | 《歲月的童話》              | [ 5 ] [ 6 ]   |
| 04   | 8月14日  | 理髮店、錶行       | 《My Friend》               | [ 7 ] [ 8 ]   |
| 05   | 8月15日  | 鞋店               | 《前程綿繡》                | [ 7 ] [ 8 ]   |
| 06   | 8月16日  | 二手書店、租漫畫店 | 《學生歌》 《分分鐘需要你》 | [ 9 ]         |
| 07   | 8月21日  | 眼鏡店             | 《陪著你走》                | [ 10 ] [ 11 ] |
| 08   | 8月22日  | 臘味店、茶行       | 《永不放棄》                | [ 12 ]        |
| 09   | 8月23日  | 旗袍店、西裝店     | 《洋紫荊》                  | [ 13 ]        |

## 外部連結
- 無綫電視節目網頁 - 奇蹟小店 （页面存档备份，存于）